# Daimon
Daimon sau Daemon (în greaca veche: δαίμων , „zeu”, „aproape divin”) se referea inițial la o zeitate mai mică sau un spirit călăuzitor, cum ar fi daimonii religiei și mitologiei grecești antice și ale religiei și filosofiei elenistice de mai târziu. Cuvântul este derivat din proto-indo-european daimon „furnizor, împărțitor (de averi sau destine),” de la rădăcina *da- „a împărți”. Daimonii au fost probabil văzuți ca sufletele oamenilor din epoca de aur care acționau ca zeități tutelare, conform definiției δαίμων din  exiconul Liddell & Scott. Vezi și Daimonic⁠(d) : un concept religios, filozofic, literar și psihologic.
În Vechiul Testament, spiritele rele apar în cartea Judecătorilor și în Regi. În Septuaginta, scrisă pentru evreii vorbitori de greacă din Alexandria, grecul angelos (ἄγγελος, „mesager”) traduce cuvântul ebraic mal'ak⁠(d), în timp ce daimónion (δαιμόνιον ; pl. daimónia (δαιμόνια)), care poartă semnificația unui spirit natural care este mai puțin decât divin (vezi supranatural), traduce cuvântul ebraic shedim, precum și cuvântul se'irim în unele versete și cuvinte pentru idoli (zeități străine) și descrie ființa Asmodeus în Cartea lui Tobit. Folosirea lui daimōn în textul original grecesc al Noului Testament a făcut ca cuvântul grec să fie aplicat conceptului iudeo-creștin al unui spirit rău până la începutul secolului al II-lea d.Hr.